# Вотлани (Красноармійський район)
Вотла́ни (рос. Вотланы, чув. Вутлан) — присілок у складі Красноармійського району Чувашії, Росія. Входить до складу Красноармійського сільського поселення.
Населення — 134 особи (2010; 128 у 2002).
Національний склад:
- чуваші — 97 %